# Mus phillipsi
Mus phillipsi és una espècie de mamífer rosegador de la família dels múrids. És endèmic de l'Índia, on viu a altituds d'entre 500 i 1.500 msnm. Es tracta d'un animal nocturn. Els seus hàbitats naturals són els boscos i herbassars de diferents tipus. Està amenaçat pel sobrepasturatge i altres factors que destrueixen el seu medi. Aquest tàxon fou anomenat en honor del policia R. M. Phillips.